# James Duckworth (tenista)
James Duckworth (* 21. ledna 1992, Sydney) je australský profesionální tenista. Ve své dosavadní kariéře na okruhu ATP Tour nevyhrál žádný turnaj. Na challengerech ATP a okruhu ITF získal devatenáct titulů ve dvouhře a jeden ve čtyřhře.
Na žebříčku ATP byl nejvýše ve dvouhře klasifikován v lednu 2022 na 46. místě a ve čtyřhře v únoru 2020 na 185. místě. Trénuje jej Mark Draper.

## Soukromý život
Narodil se v Sydney. Navštěvoval Sydney Church of England Grammar School, kde byl od 7. ročníku ve školním tenisovém týmu první a vyhrál několik turnajů školské ligy Nového Jižního Walesu (AAGPS Premierships). Proto mu bylo nabídnuto stipendium na Australian Institute of Sport, kde dále trénoval. Od roku 2010 je profesionálním tenistou.

## Finále na okruhu ATP Tour
| Legenda                     |
| --------------------------- |
| D – dvouhra; Č – čtyřhra    |
| Grand Slam (0)              |
| Turnaj mistrů (0)           |
| ATP Tour Masters 1000 (0)   |
| ATP Tour 500 (0)            |
| ATP Tour 250 (0–1 D; 0–1 Č) |

### Dvouhra: 1 (0–1)
| Stav      | č. | datum         | turnaj                 | povrch    | spoluhráč  | výsledek      |
| --------- | -- | ------------- | ---------------------- | --------- | ---------- | ------------- |
| Finalista | 1. | 26. září 2021 | Nur-Sultan, Kazachstán | tvrdý (h) | Kwon Sun-u | 6–7(6–8), 3–6 |

### Čtyřhra: 1 (0–1)
| Stav      | č. | datum          | turnaj              | povrch | spoluhráč      | soupeři ve finále         | výsledek      |
| --------- | -- | -------------- | ------------------- | ------ | -------------- | ------------------------- | ------------- |
| Finalista | 1. | 10. ledna 2016 | Brisbane, Austrálie | tvrdý  | Chris Guccione | Henri Kontinen John Peers | 6–7(4–7), 1–6 |

## Finále na challengerech ATP a okruhu Futures
| Legenda                 |
| ----------------------- |
| Challengery (14 D, 1 Č) |
| Futures (7 D, 0 Č)      |

### Dvouhra

#### Vítěz (21)
| Č.  | Datum         | Turnaj                         | Povrch      | Finalista                   | Výsledek       |
| --- | ------------- | ------------------------------ | ----------- | --------------------------- | -------------- |
| 1.  | květen 2011   | Krakov, Polsko                 | antuka      | Grzegorz Panfil             | 6–3, 6–4       |
| 2.  | červen 2011   | Bytom, Polsko                  | antuka      | Peter Torebko               | 6–3, 3–6, 6–4  |
| 3.  | červenec 2011 | Sassuolo, Itálie               | antuka      | Thomas Fabbiano             | 6–1, 6–2       |
| 4.  | srpen 2011    | Este, Itálie                   | antuka      | Daniele Giorgini            | 6–2, 6–3       |
| 5.  | březen 2013   | Bundaberg, Austrálie           | antuka      | Jason Kubler                | 7–6(11–9), 6–2 |
| 6.  | květen 2013   | Santiago de Chile, Chile       | antuka      | Cristian Garín              | 6–1, 6–3       |
| 7.  | červenec 2014 | Lexington, Spojené státy       | tvrdý       | James Ward                  | 6–3, 6–4       |
| 8.  | listopad 2014 | Charlottesville, Spojené státy | tvrdý (h)   | Liam Broady                 | 5–7, 6–3, 6–2  |
| 9.  | květen 2016   | Wu-chan, Čína                  | tvrdý       | Jusuke Takahaši             | 6–3, 6–2       |
| 10. | květen 2016   | Bangkok, Thajsko               | tvrdý       | Sam Barry                   | 7–6(7–5), 6–4  |
| 11. | listopad 2016 | Canberra, Austrálie            | tvrdý       | Marc Polmans                | 7–5, 6–3       |
| 12. | listopad 2016 | Tojota, Japonsko               | koberec (h) | Tacuma Itó                  | 7–5, 4–6, 6–1  |
| 13. | září 2018     | Cary, Spojené státy            | tvrdý       | Reilly Opelka               | 7–6(7–4), 6–3  |
| 14. | únor 2019     | Bangkok, Thajsko               | tvrdý       | Alejandro Davidovich Fokina | 6–4, 6–3       |
| 15. | srpen 2019    | Pao-tchou, Čína                | antuka      | Mukund Sasikumar            | 6–4, 6–3       |
| 16. | listopad 2019 | Playford, Austrálie            | tvrdý       | Jasutaka Učijama            | 7–6(7–2), 6–4  |
| 17. | listopad 2019 | Puné, Indie                    | tvrdý       | Jay Clarke                  | 4–6, 6–4, 6–4  |
| 18. | únor 2020     | Bengalúr, Indie                | tvrdý       | Benjamin Bonzi              | 6–4, 6–4       |
| 19. | září 2021     | Istanbul, Turecko              | tvrdý       | Wu Tchun-lin                | 6–4, 6–2       |
| 20. | říjen 2023    | Šen-čen, Čína                  | tvrdý       | Coleman Wong                | 6–0, 6–1       |
| 21. | říjen 2023    | Playford, Austrálie            | tvrdý       | Coleman Wong                | 7–5, 7–5       |

### Čtyřhra

#### Vítěz (1)
| Č. | Datum      | Turnaj           | Povrch | Spoluhráč             | Poražení finalisté             | Výsledek |
| -- | ---------- | ---------------- | ------ | --------------------- | ------------------------------ | -------- |
| 1. | duben 2013 | Itajaí, Brazílie | antuka | Pierre-Hugues Herbert | Guilherme Clezar Fabrício Neis | 7–5, 6–2 |